# Lubianka (jezioro)
Lubianka – jezioro w woj. zachodniopomorskim, w pow. wałeckim, w gminie Wałcz, leżące na terenie Równiny Wałeckiej.
Według urzędowego spisu opracowanego przez Komisję Nazw Miejscowości i Obiektów Fizjograficznych (KNMiOF) opublikowanego przez Główny Urząd Geodezji i Kartografii (GUGiK) i udostępnionego na stronach Komisja Standaryzacji Nazw Geograficznych (KSNG) nazwa tego jeziora to Lubianka. W różnych publikacjach jezioro to występuje pod nazwami Łubianka, Ostrowiec Duży, Lubno Duże lub Ostrowieckie.
Powierzchnia zwierciadła wody według różnych źródeł wynosi od 90,0 ha przez 91,2 ha do 99,28 ha.

Zwierciadło wody położone jest na wysokości 93,5 m n.p.m. lub 93,6 m n.p.m. Średnia głębokość jeziora wynosi 7,1 m, natomiast głębokość maksymalna 17,8 m.
W oparciu o badania przeprowadzone w 1992 roku wody jeziora zaliczono do III klasy czystości.
Jest to jezioro polodowcowe, rynnowe, o typowym dla tych jezior wydłużonym kształcie.
W jego południowej części znajduje się strzeżona plaża przylegającego do jeziora ośrodka wypoczynkowego należącego do Caritasu.
Od południa przylegają do jeziora bagna, przez które jest ono połączone z rzeką Dobrzycą.